# Jaws Wired Shut
Jaws Wired Shut, llamado En mandíbula cerrada... en España y Mandíbula bien cerrada en Hispanoamérica, es un episodio perteneciente a la decimotercera temporada de la serie animada Los Simpson, emitido originalmente el 27 de enero de 2002. El episodio fue escrito por Matt Selman y dirigido por Nancy Kruse.

## Sinopsis
Todo comienza cuando la familia, un día, está descansando en su casa cuando escuchan un desfile circulando por su calle. Cuando salen a verlo, descubren que es el desfile del orgullo gay. Cuando se cansa de verlo, Homer decide llevar a su familia al cine.
En el cine, antes de comenzar la película, se mostraban demasiados avances de otros estrenos. Homer, harto de esperar, comienza una rebelión contra los acomodadores del cine, quienes lo persiguen hacia el exterior de la sala con barritas de Kit Kat gigantes. Corriendo por la ciudad, Homer choca su cara contra el puño de una estatua de Drederick Tatum que se estaba inaugurando, fracturándose la mandíbula.
Después de ver al Dr. Hibbert, a Homer se le coloca un armazón de metal en la cara y en los dientes, el cual le impide hablar y comer alimentos sólidos. Sin embargo, la estructura de metal hace que Homer no pueda hacer las acciones "locas" que suele hacer, lo cual le agrada a Marge. Un día, van juntos a un baile en el Club Campestre de Springfield, en donde Homer se comporta como un caballero. Sobre el final de la velada, se encuentran con el Dr. Hibbert, quien le dice a Homer que al día siguiente le sacaría la estructura de metal.
Cuando Homer vuelve a la normalidad, Marge se preocupa, ya que eso significaba que volvería a sus locuras. Sin embargo, le hace prometer que seguiría siendo tranquilo. A medida que pasan las semanas, Homer cumple su promesa, pero la casa se convierte en un lugar muy aburrido (debido a que ya no estrangula a Bart). Marge, cansada de la monotonía, decide ir a participar a los autos chocones, una competición que se llevaría a cabo en Springfield. Homer planeaba ir, pero Marge le roba la solicitud de inscripción y va ella en su lugar.
En el circuito, Marge choca con otros autos, pero pronto una camioneta negra comienza a embestirla todo el tiempo, con el riesgo de lastimarla. Homer y los niños llegan a verla, y Homer decide salvarla, aunque ya no era esa su personalidad. Para que recupere su antiguo temperamento, Bart le da cerveza al estilo de las espinacas de Popeye, y así Homer salva a Marge de ser embestida por la camioneta.
Finalmente, Homer le dice a Marge que volvería a ser como lo había sido siempre.